# Зима у час війни (фільм 2008)
Зима у час війни (нід. Oorlogswinter, англ.  Winter in wartime) – фільм режисера Мартіна Кулховена, знятий за мотивами однойменного роману 
нідерландського письменника, політика Яна Терлоу. Прем’єра фільму відбулася 17.11.2008 в Амстердамі.

## Історія створення
За словами Мартіна Кулховена, під час створення картини, він був зосереджений саме на емоційній складовій, намагаючись якнайкраще передати особисте зростання головного героя та «зробити емоційно захоплюючий фільм».

## Сюжет
Події фільму розгортаються наприкінці Другої світової війни, у січні 1945 року у невеликому нідерландському містечку, яке перебуває під нацистською окупацією.
Однієї ночі Міхаель, 14-річний підліток, з вікна будинку спостерігає за падінням над лісом літака. Надалі стає відомо, що пілоту вдалось врятуватися.
Невдовзі приїжджає Бен, дядько Міхаеля, який зупиняється в їх будинку. В розмовах він натякає на свій зв'язок із підпіллям та участь у русі опору.
За збігом обставин Міхаель втягується у роботу опору та бере на себе відповідальність за рятування Джейка, британського пілота, який ховається у лісі.
Про це дізнається Бен та пропонує Міхаелеві допомогу.
Але Міхаель виявляє, що його дядько працює на німців та вбиває його.
Джейк рятується за допомогою сестри Міхаеля.
Фільм завершується звільненням містечка британськими військами.

## Сприйняття
За відгуком видання «The New York Times», «Зима у час війни» – гарний фільм..., в якому режисер уникає карикатурного представлення нацистів; вони не симпатичні, вони зловісні, але принаймні вони люди».
За рецензією «Observer», «Зима у час війни» – ретельно написаний, чуйно зрежисований та ретельно зіграний фільм…без штучних вигадок, який справляє дійсно приголомшливе враження».

## Відзнаки та нагороди
Фільм представлений до нагород у 19-ти категоріях.
- Переміг у категорії «Золотий фільм» (2008).

- На Нідерландському кінофестивалі фільм переміг у категоріях: «Найкращий актор» (Лакемейєр), «Найкращий актор другого плану» (Раймонд Тірі), «Найкращий сценарій» та «Найкращий постановочний дизайн» (2009)[6].
- Отримав нагороду Римського кінофестивалю (2009)[7].
- Отримав приз глядацьких симпатій на Міжнародному кінофестивалі «Фільм біля моря» (Нідерланди) (2009)[8].
- Відзначений премією Рембрандта у трьох номінаціях: «Найкращий нідерландський фільм», «Найкращий актор» (Мартін Лакемейєр, Йорік ван Вагенінген), «Найкраща актриса» (Мелоді Клавер) (2009)[9].